# The Guess Who
The Guess Who é uma banda de rock canadense, formada em 1962 em Winnipeg. Foi o primeiro grupo canadense a ter uma canção no topo da parada musical dos Estados Unidos, emplacando vários sucessos no final da década de 1960, como "American Woman", "These Eyes" e "Share the Land".

## História
A banda tem suas raízes no grupo Al And The Silverstones, formado em 1959, do qual saíram o cantor Chad Allan e o guitarrista Randy Bachman para formar o The Guess Who. Os outros integrantes da formação original eram Garry Peterson (bateria) e Jim Kalle (baixo). Antes de ficarem famosos, Chad Allan saiu para fazer a faculdade e foi substituído por Burton Cummings, que também era tecladista e imitava o jeito de Jim Morrison. Entre 1967 e 1968, lançaram uma dúzia de compactos, sendo o mais vendido These Eyes. O quarto LP, Wheatfield Soul (1968), que trazia a canção "These Eyes" de Burton Cummings, lhes valeu sucesso internacional. Em 1970 lançariam o lp. American Womam novamente consagrados mundialmente. No ano seguinte porém o compositor Randy Bachman se afastou de grupo, por motivos de saúde, criando pouco tempo depois o grupo Bachman-Turner Overdrive ao lado de Chad Allan. Os dois conjuntos acabaram se tornando rivais e o Guess Who nunca acabou mas sofreu diversas alterações na sua formação.

## Discografia

### Álbuns de estúdio
Creditados a "Guess Who?"/Chad Allan and the Expressions
- 1965 - Shakin' All Over
- 1965 - Hey Ho (What You Do To Me)

The Guess Who?
- 1966 - It's Time
- 1968 - A Wild Pair

The Guess Who
- 1968 - Wheatfield Soul
- 1969 - Canned Wheat
- 1970 - American Woman
- 1970 - Share the Land
- 1971 - So Long, Bannatyne
- 1972 - Rockin'
- 1973 - Artificial Paradise
- 1973 - #10
- 1974 - Road Food
- 1974 - Flavours
- 1975 - Power in the Music
- 1976 - The Way They Were

Álbuns pós-Burton Cummings creditados ao The Guess Who
- 1978 - Guess Who's Back
- 1979 - All This for a Song
- 1981 - Now and Not Then
- 1995 - Liberty
- 1995 - Lonely One

### Ao vivo
- 1972 - Live at the Paramount
- 1984 - Together Again
- 1986 - The Best of the Guess Who Live
- 1998 - The Spirit Lives On
- 1999 - Down The Road
- 2000 - Running Back Thru Canada
- 2004 - The Best of Running Back Thru Canada
- 2004 - Extended Versions: The Encore Collection

### Coletâneas
- 1968 - The Guess Who
- 1969 - Sown and Grown in Canada
- 1971 - Guess Who Play the Guess Who
- 1971 - The Best of The Guess Who
- 1972 - Shakin' All Over
- 1972 - The History of the Guess Who
- 1972 - Wild One
- 1973 - The Best of the Guess Who, Vol. 2
- 1977 - The Greatest Hits of the Guess Who
- 1988 - Track Record: The Guess Who Collection
- 1992 - These Eyes
- 1997 - The Guess Who: The Ultimate Collection
- 1997 - Razor's Edge
- 1999 - The Guess Who: Greatest Hits
- 2001 - This Time Long Ago
- 2003 - Platinum & Gold Collection: The Guess Who
- 2003 - The Guess Who: Anthology
- 2005 - Let's Go
- 2006 - Bachman-Cummings Song Book